# Уфимско-Самарский 3-й казачий полк
3-й Уфимско-Самарский казачий полк — воинское формирование Оренбургского казачьего войска Русской императорской армии.
- Старшинство — 1574 года

## История
- 1884 г. Апреля 14. Из четырёх сотен, уволенных со службы в Туркестанском военном округе, и из штаба и одной сотни полка № 6-го сформирован Оренбургский казачий № 3-го полк.
- 1894 г. Мая 24. Назван — 3-й Оренбургский казачий полк.
- 1901 г. Января 31. 5-я и 6-я сотни полка выделены в особый отдельный Оренбургский казачий дивизион.

## Знаки отличия полка
- Полковое простое знамя, пожалованное при сформировании, из числа пожалованных конным полкам Оренбургского войска 6 мая 1842 года.
- Одиночныя белевыя петлицы на воротнике и обшлагах нижних чинов, пожалованные 6 декабря 1908 года

## Знамя полка
Простое знамя в виде прапора пожалованное 6 мая 1842 года. Полотнище зелёное, фон под вензелем на лицевой стороне и под орлом — на оборотной — оранжевый. Шитьё золотое. Навершие — копьё с вензелем. Древко чёрное. Состояние плохое. Судьба неизвестна.

## Полковая униформа
При общей казачьей форме полк носил: мундир, чекмень, тулья — темно-зелёный, клапан — пальто, шинели, лампас, колпак папахи, погоны, околыш, выпушка — светло-синие. На погонах шифровка — Жёлтая «3.О.».

## Командиры
- 24.06.1909 — 05.07.1915 — полковник Жуков, Гервасий Петрович